# N816 (België)
De N816 is een gewestweg in de Belgische provincie Luxemburg. De route verbindt ten zuidoosten van Bouillon de N83 met Fays-les-Veneurs (N89). De route heeft een lengte van ongeveer 17 kilometer en bestaat tussen de N83 en Dohan uit twee rijstroken voor beide rijrichtingen samen. Tussen Dohan en Fays-les-Veneurs bestaat uit de weg uit een wat smallere strook asfalt en is er nauwelijks belijning aanwezig op de weg. 

## Plaatsen langs de N816
- Dohan
- Les Hayons
- Fays-les-Veneurs

## N816a
De N816a is een aftakking van de N816 in Fays-les-Veneurs. De N816a gaat in het verlengde van de N816 de plaats Fays-les-Veneurs in tot aan het kruispunt Rue du Lavis/Rue de Menuchamps. De route heeft een lengte van ongeveer 400 meter.